# Phenes raptor
Phenes raptor är en trollsländeart. Phenes raptor ingår i släktet Phenes och familjen Petaluridae. IUCN kategoriserar arten globalt som livskraftig.

## Underarter
Arten delas in i följande underarter:
- P. r. raptor
- P. r. centralis